# Dayton Dynamo
Dayton Dynamo é uma agremiação esportiva da cidade de Dayton, Ohio. Disputa a National Premier Soccer League, porém se encontra em hiato para a temporada 2018.

## História

### Dayton Dynamo (1988-1995)
A primeira equipe sob o nome de Dayton Dynamo disputou a National Professional Soccer League, sendo campeão na temporada 1989-90.

### Dayton Dynamo (2016-)
Em 2015 o Cincinnati Saints, que disputou a Premier Arena Soccer League entre 2009 e 2013 e se mudou para NPSL, anunciou que se mudaria para Dayton e adotaria o nome de Dayton Dynamo. Sua primeira temporada com esse nome na NPSL foi em 2016.